# Christian Nicolai Orellana
Christian Humberto Nicolai Orellana (Santiago, 1952) es un ingeniero civil eléctrico y político chileno, miembro del Partido Demócrata Cristiano (PDC). Se desempeñó como subsecretario de Telecomunicaciones durante el gobierno del presidente Ricardo Lagos, entre 2000 y 2006.

## Estudios
Estudió ingeniería civil eléctrica en la Universidad de Chile, y luego realizó un diplomado en dirección de empresas en la misma casa de estudios.

## Trayectoria pública y profesional
Tras ejercer entre 1979 y 1984 como profesor sobre economía de las telecomunicaciones en el Departamento de Ingeniería Eléctrica de la Universidad de Chile, comenzó su trayectoria en el ámbito público ligado a las telecomunicaciones, trabajando en firmas comerciales como Entel Chile.
Bajo el gobierno de Eduardo Frei Ruiz-Tagle entre 1999 y 2000, ejerció como secretario ejecutivo de la Comisión Nacional de Energía (CNE), para luego asumir como subsecretario de Telecomunicaciones durante toda la presidencia de Ricardo Lagos, desde 2000 hasta 2006.
Luego, entre 2006 y 2008, trabajó en CEPAL en diversos proyectos de la «División de Desarrollo Productivo» en el área de TIC.
Asimismo, entre 2008 y 2010 fue presidente del directorio del «Centro de Investigaciones Mineras y Metalúrgicas» (CIMM). Simultáneamente ejerció como consultor en la empresa «G&A Consultores S.A.»
Posteriormente, durante la segunda administración de la presidenta Michelle Bachelet, fungió como director ejecutivo de la Comisión Nacional de Investigaciones Científicas y Tecnológicas (CONICYT), desde marzo de 2015. Continuó en el cargo durante el segundo gobierno de Sebastián Piñera, hasta su renuncia en enero de 2019.
Desde marzo de 2019 se desempeña como decano de la Facultad de Ingeniería y Arquitectura de la Universidad Central de Chile.